# Апартаментът
 Тази статия е за филма на Били Уайлдър от 1960 година.  За филма на Жил Мимуни от 1996 година вижте Апартаментът (филм, 1996).  
„Апартаментът“ (на английски: The Apartment) е американска комедия, излязла по екраните през 1960 година, режисирана от Били Уайлдър, с участието на Джак Лемън, Шърли Маклейн и Фред Макмъри.
Сценарият, чийто автор също е Уайлдър в сътрудничество с И. А. Л. Даймънд, разказва историята на самотен чиновник в голяма застрахователна компания. За да увеличи шансовете си за издигане в кариерата, той предоставя ергенския си апартамент на четирима от по-главните шефове във фирмата за терен на техните извънбрачни връзки.
Филмът представлява продължаване на стилистиката на предшестващото творение на режисьора – Някои го предпочитат горещо (1959) и също като него се превръща в голям хит, както в художествен, така и във финансов смисъл. „Апартаментът“ е големия победител на 33-тата церемония за наградите „Оскар“, където е номиниран в цели 10 категории, печелейки пет от тях, включително за най-добър филм и най-добър режисьор за Били Уайлдър.
През 1994 година произведението е избрано като културно наследство за опазване в Националния филмов регистър към Библиотеката на Конгреса на САЩ. Авторитетното списание Empire включва заглавието сред първите 50 в списъка си „500 най-велики филма за всички времена“.

## Сюжет
Внимание:  Текстът по-долу разкрива сюжета на произведението (или части от него)!
Скромният незабележим труженик и „тих американец“ С. С. Бакстър (Джак Лемън) работи като обикновен чиновник в голяма застрахователна компания в Ню Йорк. Той е самотен и е наел неголям апартамент в самия център на града, в близост до работата си. Това обстоятелство предизвиква интерес в някои от мениджърите от кантората на Бакстър, включително и в големия началник, кадровия директор. Интересът им е от особено естество. Всичките тези началници са женени и имат странични афери с други жени, а за срещите с любовниците си им е необходимо удобно и безопасно място. Апартамента на Бакстър се оказва идеален за целта. Началниците му предлагат негласна сделка. Той бързо ще се изкачи по служебната стълбица, в замяна на възможността неговият апартамент да бъде използван за тайни любовни срещи. На Бакстър не му остава нищо друго, освен да се съгласи, макар че е крайно недоволен от създалата се ситуация и преживява голямо неудобство.
Бакстър се опитва да завърже отношения със симпатичната Фран Кубелик (Шърли Маклейн), която работи като операторка на асансьора във фирмата му. На нея той и е приятен, но поради някаква причина Фран не бърза да отвърне на ухажванията му. Бакстър не подозира, че тя има афера с най-големия началник, мистър Джеф Шелдрейк (Фред Макмъри), а техните любовни срещи протичат именно в неговия апартамент. Този романс за Фран е безнадежден, защото Шелдрейк е женен, държи на положението си и няма никакви намерения да се развежда. Поредната среща между Шелдрейк и Фран се провежда в апартамента на Бакстър в навечерието на Коледа, но Джеф няма намерение да прекара празника с нея, а суетливо се забързва към дома си при семейството. Вместо коледен подарък той дава на Фран стодоларова банкнота. Връщайки се в къщи, Бакстър открива Фран, лежаща безжизнено на леглото. За щастие неговият съсед, който е лекар, предприема навреме всички необходими мерки и връща Фран към живота, след като тя е опитала да се самоубие, поемайки свръхдоза сънотворни. Бакстър остава с нея и в продължение на два дни я ухажва, опасявайки се от нов опит за самоубийство от страна на Фран. Той я развлича с разговори и игри на карти.
Усилията на Бакстър не отиват на вятъра и директорът на компанията щедро го награждава с повишение в службата. След Коледа, Шелдрейк уволнява секретарката си мис Олсън (Еди Адамс), заради прекалено „дългия и език“. Тя отмъщава на бившия си началник, като разказва на съпругата му за любовните похождения на Шелдрейк, която го напуска. Мистър Шелдрейк вече е свободен и спокойно може да се върне при Фран. Той извиква Бакстър при себе си, за да получи ключа от апартамента, но Бакстър неочаквано му отказва. Разгневен, Шелдрейк моли Бакстър да се осъзнае, припомняйки на подчинения си кой е неговият благодетел, но Бакстър заявява, че напуска кантората.
В навечерието на новата година, Фран отхвърля ухажванията от страна на Шелдрейк и въпреки че той вече е свободен, тя бърза към апартамента на Бакстър. Фран пристига точно на време, защото Бакстър е събрал багажа си и се подготвя да замине. Бакстър признава пред Фран, че е влюбен в нея, а тя хитро му предлага да продължат играта си на карти, която не са завършили.

## В ролите
| Актьор        | Роля                  |
| ------------- | --------------------- |
| Джак Лемън    | С. С. Бакстър         |
| Шърли Маклейн | Фран Кубелик          |
| Фред Макмъри  | Джеф Шелдрейк         |
| Рей Уалстън   | Джо Добиш             |
| Джак Крусчен  | д-р Драйфус           |
| Дейвид Люис   | Ал Киркбай            |
| Хоуп Холидей  | мисис Марги Макдугъл  |
| Джоан Шаули   | Силвия                |
| Наоми Стивънс | мисис Милдред Драйфус |
| Джони Севън   | Карл Матушка          |

## Галерия
|  |  |  |  |